# Pro Life (Verein)
Pro Life ist ein am 18. Dezember 1989 in das Handelsregister des Kantons Bern eingetragener Verein mit Sitz in Bern, der ein nach kaufmännischer Art geführtes Gewerbe betreibt, das nicht gewinnorientiert ist. Zu den Zielen des über 50.000 Mitglieder zählenden Vereins gehören „alle Bestrebungen zum Schutz und zur Erhaltung menschliche[n] Lebens, in allen Phasen von der Zeugung bis zum natürlichen Tod“. Der Verein erhält von seinen Mitgliedern eine Vollmacht zum Abschluss eines Vertrags nach dem Krankenversicherungsgesetz und einiger Zusatzversicherungen. Im Gegenzug verpflichten sich die Mitglieder, auf einige gesetzlich zustehende Leistungen der Krankenversicherung zu verzichten. Hierzu gehört insbesondere der Schwangerschaftsabbruch. Da diese Leistung in der Schweiz gesetzlich vorgeschrieben ist, kann sie dennoch in Anspruch genommen werden – dann jedoch mit der Konsequenz, dass die Mitgliedschaft erlischt.

## Geschichte
Die Initiative zur Gründung ging von Gerd Josef Weisensee aus, der 1989 der Geschäftsleitung des Verbandsrechenzentrums der Schweizer Krankenkassen angehörte. Nach seiner eigenen Darstellung erfuhr er dort, dass Schwangerschaftsabbrüche zu einer Flut von Nachbehandlungen bei den betroffenen Frauen führten und daher aus finanzieller Sicht die Abbrüche sehr viel teurer als Geburten sind. Zusammen mit anderen Mitgliedern der zur Lebensrechtsbewegung zählenden Schweizer Stiftung Ja zum Leben wurde die Idee entwickelt, eine Krankenversicherung zu gründen, die Schwangerschaftsabbrüche nicht unterstützt und daher finanziell sehr viel besser dastehen müsste. Zu den frühen Unterstützern gehörte auch Fritz Zaugg, der damalige Vorstandsvorsitzende der frisch gegründeten Krankenversicherung Evidenzia.
Gegründet wurde der Verein von neun Mitgliedern am 18. Dezember 1989 in Bern. Die ersten Co-Präsidenten waren der Berner Nationalrat Otto Zwygart von der EVP und Marie-Laure Beck, ehemals Präsidentin des Grossrats des Kantons Genf und führendes Mitglied der CVP. Die Geschäftsführung wurde Weisensee übertragen. Als erster Krankenversicherungspartner diente die Evidenzia.
Als Zwygart 1993 zum Zentralpräsidenten der EVP gewählt wurde und deswegen 1993 sein Amt als Co-Präsident aufgab, trat Ueli Maurer von der SVP seine Nachfolge an. Maurer blieb jedoch nur anderthalb Jahre im Amt, da er dieses 1996 nach seiner Wahl zum Präsidenten der SVP aufgab. Sein Nachfolger als Co-Präsident wurde Werner O. Ciocarelli, ehemaliger Zürcher Kantonsrat der CVP und Direktionsmitglied der Bâloise.
Als 1996 die Evidenzia mit anderen Krankenversicherungen zur Visana fusionierte, wurde stattdessen die Berner Krankenversicherung KUKO als Partner gewonnen. Die Verbindung mit der KUKO erwies sich jedoch als wenig glücklich, da diese nach Darstellung von Pro Life den Verzicht auf Leistungen nicht mehr respektierte, ohne Abstimmung Broschüren an die Mitglieder verschickte und aktiv für weitere Versicherungsangebote warb. Pro Life suchte daraufhin einen neuen Partner und fand diesen in der Personalkrankenkasse der städtischen Angestellten in Zürich (PKK, später umbenannt in Panorama), die sich bereiterklärte, alle Mitglieder ohne eine erneute Gesundheitsüberprüfung zum 1. Januar 1997 zu übernehmen.
Beck, die sich insbesondere um die Aktivitäten von Pro Life in der Westschweiz gekümmert hatte, trat 1999 zurück. Ihre Nachfolgerin wurde Marguerite Ladner. Sie war bereits Vizepräsidentin der Organisation Insieme, die sich für die Rechte geistig Behinderter einsetzt. 2000 konnte Pius Stössel als neuer Co-Präsident in der Nachfolge von Ciocarelli gewonnen werden. Stössel war bereits in der Bewegung Ja zum Leben aktiv und brachte Erfahrungen als ehemaliger Verwaltungsleiter des Kantonalen Spitals in Uznach mit.
Der Krankenversicherungspartner Panorama (ehemals PKK) geriet in finanzielle Schwierigkeiten und teilte seinen Kunden Ende April 2003 mit, die Prämien erheblich zu erhöhen – nach Auskünften einiger Versicherter teilweise bis zu 28 Prozent. Daraufhin kündigte Pro Life die 29.000 Krankenversicherungsverträge ihrer Mitglieder, wodurch Panorama fast die Hälfte ihrer insgesamt 65.000 Kunden verlor. Als neuer Partner wurde innerhalb recht kurzer Zeit sansan gefunden, die erheblich günstiger war. Panorama ließ die Mitglieder von Pro Life jedoch nicht kampflos ziehen und zog am 19. Juni 2003 vor das Verwaltungsgericht des Kantons Zug und danach vor das Eidgenössische Versicherungsgericht. Dies stellte in dem am 9. Januar 2006 ergangenen höchstinstanzlichen Urteil jedoch fest, dass die dem Verein vorliegende Vollmacht der Mitglieder auch die Kündigung bestehender und den Abschluss neuer Verträge zulässt.
Als weiterer Krankenversicherungspartner für die Westschweiz wurde die Auxilia Assurance maladie gewonnen, die später von der CSS übernommen wurde. 2005 übernahm Thomas Seitz als Präsident die Nachfolge sowohl von Stössel als auch Ladner. Thomas Seitz ist als klinischer Psychologe in einer Gemeinschaftspraxis in Baden AG tätig und hatte eine Ausbildung als Versicherungskaufmann abgeschlossen. 2013 wurde Pirmin Müller, einem Parlamentarier der Stadt Luzern (SVP), Geschäftsführer, nachdem Weisensee altersbedingt zurücktrat.

## Kritik
2006 stellte die Nationale Ethikkommission in einer Stellungnahme fest, dass die Praxis, eine kostengünstigere Versicherung gegen einen moralisch begründeten Verzicht auf einzelne Leistungen anzubieten, das Solidaritätsprinzip untergrabe und eine Entsolidarisierung, die sich finanziell auszahle, nicht ethisch sein könne. Zu den betroffenen Leistungen zählen nach der Stellungnahme der Schwangerschaftsabbruch, die invasiven Methoden der Pränataldiagnostik, die In-vitro-Fertilisation und die Drogenersatztherapie mit Methadon. Es wird auch das Risiko der Ausweitung dieser Vorgehensweise und damit die Gefahr gesehen, dass sich beispielsweise Nichtraucher gegen Raucher, Gegner der Transplantation gegen Transplantationsbereite, Sportliche gegen Unsportliche, Männer gegen Frauen oder Jüngere gegen Ältere zusammentun könnten. Die Kommission kritisiert dabei die existierenden Angebote, dass sie nicht genügend klarmachen würden, dass ein Schwangerschaftsabbruch in jedem Fall bezahlt werden müsste, weil dieser zum gesetzlich Grundversicherungskatalog gehören würde. Ferner wird Pro Life dafür kritisiert, dass Kinder von Mitgliedern, die 16 Jahre alt werden, dazu angehalten werden, die Verzichtserklärung ebenfalls zu unterzeichnen. Aus diesen Gründen wurde von der Kommission empfohlen, den freiwilligen Verzicht bei gesetzlich vorgesehenen Leistungen zu verbieten. Weisensee reagierte darauf als Geschäftsführer von Pro Life mit der Aussage „Wir solidarisieren uns unter uns“ und berief sich auf den „in der Schweiz hochgehaltenen“ Minderheitenschutz. Die Ethikkommission konnte sich jedoch mit ihrer Empfehlung nicht durchsetzen. Nach einer von Josef Zisyadis am 16. März 2006 eingebrachten Motion bestätigte der Bundesrat am 24. Mai 2006 das Recht, auf gesetzliche Leistungen zu verzichten, wobei dies jederzeit mit Wirkung für die Zukunft widerrufen werden kann.

## Tätigkeit in Deutschland
Mit Unterstützung von Pro Life wurde 2009 in Deutschland die von ihr unabhängige ProLife Deutschland GmbH & Co. KG mit Sitz in Heroldsbach gegründet. Bislang konnte die ProLife Deutschland jedoch mit bislang nur 1.200 an die BKK IHV vermittelten Kunden noch nicht an die Erfolge von Pro Life in der Schweiz anknüpfen. Die BKK IHV beendete im Juni 2012 auf Druck des Bundesversicherungsamtes ihre Kooperation mit der deutschen ProLife-Gesellschaft. Im Februar 2013 kündigte der Verein eine Feststellungsklage gegen die Krankenkasse an. Dabei soll die juristische Haltbarkeit der Vorwürfe, die zur Vertragskündigung geführt hatten, geprüft werden.